# Hebe (Botanik)
Hebe (Hebe) war früher eine Gattung und ist heute ein Teil der Gattung Ehrenpreis (Veronica). Diese etwa 100 Arten tragen heute auch alle den Namen Veronica, Hebe ist jetzt synonym. So ist der deutsche Name Neuseeländische Strauch-Veronika gerechtfertigt. Botanisch werden Heben der Familie der Wegerichgewächse (Plantaginaceae) zugeordnet, früher auch den Braunwurzgewächsen (Scrophulariaceae). Heben sind nach Hebe benannt, der griechischen Göttin der Jugend.

## Beschreibung
Es sind fast ausschließlich in Neuseeland vorkommende, immergrüne Strauch-Arten, die bis ca. 150 cm Höhe erreichen.
Grundsätzlich sind zwei Gruppen zu unterscheiden: Die großblättrigen, herbstblühenden Sorten sind zwar überdauernd, jedoch vertragen sie keine Fröste. Die kleinblättrigen Sorten blühen von Anfang Mai bis in den Herbst, sie sind frostverträglich, sollten jedoch vor strengen Frösten geschützt werden. Im Allgemeinen gilt: Je kleiner die Blätter, desto kälteverträglicher ist die Sorte.
Die Hebe-Arten sind in ihrem Pflanzenaufbau sehr ähnlich, nur die Blätter der Sorten sind vielseitig. Die Blatttypen reichen von gelblichen, koniferenartigen Schuppen über rundlich blau-graue Typen bis hin zu bläulichen Blättchen an schwarzen Zweigen.

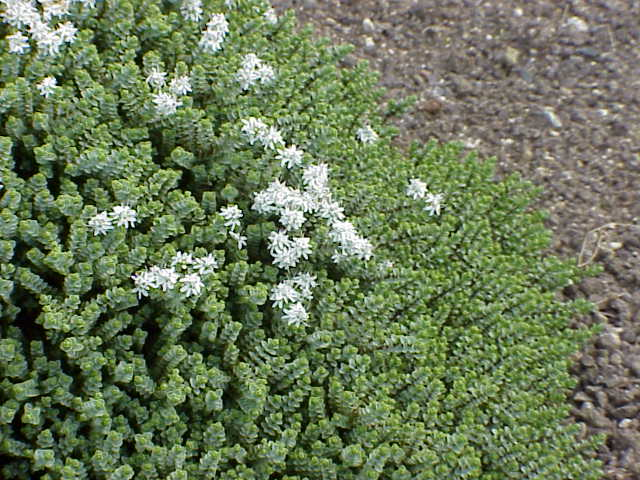
Veronica buchananii, Syn.: Hebe buchananii
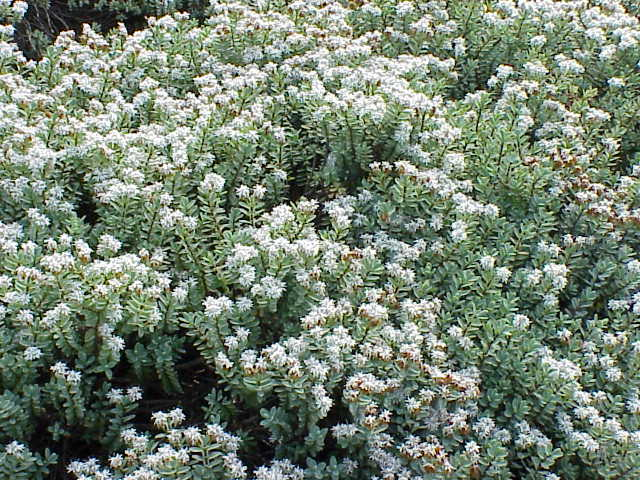
Veronica pinguifolia, Syn.: Hebe pinguifolia
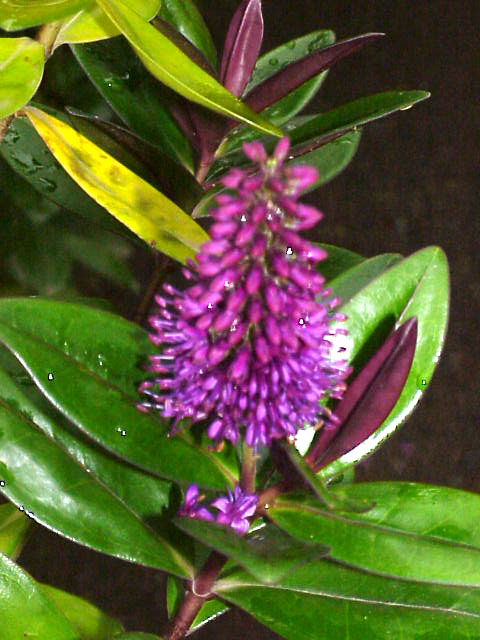
Veronica speciosa, Syn.: Hebe speciosa

## Verwendung
Durch die verschiedenen Wuchsformen und Laubfarben erfreuen sich Heben einer immer größeren Beliebtheit. In der modernen Gartengestaltung finden Heben immer häufiger Verwendung. Heben werden oft als strukturgebende Komponente verwendet und reichern Pflanzungen mit den unterschiedlichsten Grüntönen an.